# 민공 (후한 말)
민공(閔貢, ?~?)은 후한 말의 관료이다. 

## 생애
189년 십상시가 하진을 죽이자 이에 반발한 부하 장수들이 대궐을 공격해 낙양이 혼란에 빠졌다. 장양과 단규가 하태후와 소제·진류왕을 데리고 달아났으나 노식을 제외하고는 아무도 쫓지 않자, 왕윤은 하남중부연(河南中部掾) 민공에게 황제 일행을 뒤쫓게 했다. 
황하에서 일행을 따라잡은 민공은 칼을 빼들고 몇 명을 죽이면서, 장양과 단규에게 자결하지 않으면 자신이 죽이겠다고 위협하였다. 두 사람은 소제에게 절하고 황하에 뛰어들어 죽었다. 소제와 진류왕이 환궁한 후, 민공은 이때의 공으로 도정후(都亭侯)에 봉해졌다. 
그 후의 행적은 전하지 않으며, 《삼국지연의》에서도 비슷하게 기록하였다. 